# Coros (mitologia)
Na mitologia grega, Coros ou Kóros (em grego Κόρος) era um Daemon que personificava a insolência e o desdém. Era irmão de Dissébia, a impiedade, e filho de Hibris, o orgulho excessivo. Segundo o Oráculo de Delfos, Coros, que ansiava devorar tudo, estava condenado a ser vencido por Dice, a justiça.